# 布萊溫斯斯托爾 (北卡羅萊納州)
布萊溫斯斯托爾（英語：Blevins Store）是位於美國北卡羅萊納州薩里縣的非建制地區。

## 地理
布萊溫斯斯托爾所處的海拔為高於海平面842米（即2793英呎），而該地所採用的時區為UTC-5，即北美东部时区（EST）。同時該地設有夏令時間，為UTC-5調快一小時，即UTC-4（EDT）。